# بیبراس ناتخو
بیبراس ناتخو (به انگلیسی: Bibras Natkho) هافبک اهل اسرائیل است که از سال ۲۰۱۰ تا ۲۰۱۳ میلادی عضو تیم ملی فوتبال اسرائیل بوده و در ۲۳ بازی ملی حضور داشته است. بیبراس ناتخو توانسته در بازی‌های ملی، ۱ گل به ثمر برساند.